# Vicente Iranzo
Vicente Iranzo Enguita (Cella, 5 de abril de 1889 - Madrid, 9 de julio de 1961) fue un médico y político español. Miembro de la Agrupación al Servicio de la República, fue tres veces ministro durante la Segunda República.

## Biografía
Licenciado en Medicina, Derecho y en Magisterio, fue elegido gobernador civil de Teruel de forma provisional al proclamarse la II República y, en las elecciones de 1931, resultó elegido diputado a Cortes por la circunscripción de Teruel a las que se presentó como independiente en el seno de la Agrupación al Servicio de la República patrocinada por José Ortega y Gasset.
Fue ministro de Marina en el gobierno que, entre el 12 de septiembre y el 8 de octubre de 1933, presidió Alejandro Lerroux para pasar a ocupar, hasta el 16 de diciembre, la cartera de Guerra en el siguiente gabinete que formó Martínez Barrio. Fueron los dos últimos gobiernos del bienio reformista. 
Finalmente, entre el 28 de abril y el 4 de octubre de 1934 ocuparía la cartera de Industria y Comercio en un gabinete presidido por Ricardo Samper, el último antes de la entrada de la CEDA en el gobierno. A principios de junio de 1934 presentó su dimisión el subsecretario, Juan Calot Sanz, que fue sustituido por Rodolfo Martínez Acebal. A la par dimitió el director general de Minas y Combustibles, Miguel Moya Gascón, cargo que pasó a ocupar Manuel Sáenz de Santamaría. 
Al no resultar elegido en las elecciones celebradas en febrero de 1936, abandonó la política y retornó a su actividad profesional.